# تيم دانبيرغ
تيم دانبيرغ (بالألمانية: Tim Danneberg)‏ (23 أبريل 1986 بمندن في ألمانيا - ) هو لاعب كرة قدم ألماني في مركز الوسط. لعب مع آينتراخت براونشفايغ وأرمينيا بيليفيلد وكيمنتزر ونادي ساندهاوزن وهولشتاين كيل وArminia Bielefeld II ‏.

## روابط خارجية
- تيم دانبيرغ على موقع قاعدة بيانات كرة القدم.إي يو (الإنجليزية)
- تيم دانبيرغ على موقع بيانات كرة القدم. دي إي (الألمانية)
- تيم دانبيرغ على موقع Soccerway.com (الإنجليزية)
- تيم دانبيرغ على موقع عالم كرة القدم.نت (الإنجليزية)